# Keitani Graham
Keitani Graham (1. února 1980 – 6. prosince 2012) byl americký a mikronéský olympionik a všestranný sportovec. Jeho otec Clark Graham přijel v rámci amerického programu Mírových sborů pracovat na mikronézské souostroví Chuuk v roce 1966. Narodil se na ostrově Havaj, tedy na nejbližším možném americkém území kvůli americkému občanství. Na ostrově Weno, kde vyrůstal v obci Penia neexistovalo zdravotnické středisko a pouze první a druhý stupeň základní školy Xaviera.
Sportovat začal aktivně jako student prestižní střední škole Punahou v Honolulu a po maturitě v roce 1998 pokračoval ve studiu na americké vysoké škole Holy Cross ve Worcestru ve státě Massachusetts. Školní tým Křižáků (Holy Cross Crusaders) reprezentoval v lehké atletice a basketbalu. Po promocích v roce 2003 se vrátil na Chuuk kde pomáhal otci s neziskovou organizací Ship-Hoops. Později našel práci učitele tělesné výchovy na Centrální střední škole v Honolulu na ostrově Oahu. Zde se seznámil s americkým reprezentantem v zápase řecko-římském Jakem Clarkem, který pracoval na Oahu jako mariňák. V honululském zápasnickém klubu Hi-Flyers se s Clarkem vypracoval v předního havajského zápasníka.
V roce 2006 poprvé reprezentoval Federativní státy Mikronésie na mistrovství světa v čínském Kantonu v obou olympijských zápasnických stylech. V roce 2008 neuspěl v olympijské kvalifikaci na olympijské hry v Pekingu. Možnost reprezentovat na olympijských hrách dostal na pozvání tripartitní komise v roce 2012 na olympijských hrách v Londýně. V úvodním kole nastoupil v zápasu řecko-římském ve váze do 84 kg symbolicky proti Američanu Charlesi Bettsovi, později známém jako profesionál Chad Gable, se kterým prohrál ve dvou setech. Zemřel nečekaně v prosinci téhož roku na zástavu srdce v nedožitých 33 letech.